# Симпсоны (сезон 25)
Двадцать пятый сезон мультсериала «Симпсоны» вышел в эфир 29 сентября 2013 года на телеканале Fox и завершился 18 мая 2014 года.

## Список серий
| № общий | № в сезоне | Название                                                               | Режиссёр           | Автор сценария                     | Дата премьеры    | Произв. код | Зрители в США (млн) |
| --- | ---------- | ---------------------------------------------------------------------- | ------------------ | ---------------------------------- | ---------------- | ----------- | ------------------- |
| 531 | 1          | «Гомер среди своих» «Homerland»                                        | Боб Андерсон       | Стефани Гиллис                     | 29 сентября 2013 | RABF20      | 6,37                |
| После конференции работников атомных электростанций Гомер стал вести себя странным образом. Агент ФБР и Лиза решают узнать всю правду. Приглашённые звёзды: Кристен Уиг и Кевин Майкл Ричардсон |            |                                                                        |                    |                                    |                  |             |                     |
| 532 | 2          | «Маленький домик ужасов на дереве 24» «Treehouse of Horror XXIV»       | Роб Оливер         | Джефф Вестбрук                     | 6 октября 2013   | RABF16      | 6,42                |
| «Oh, the Places You'll D’oh!» (с англ. — «Толстяк в шляпе») — пародия на книги Доктора Сьюза «Лоракс» и «Кот в шляпе». «Dead and Shoulders» (с англ. — «Голова с чужого плеча») — Барт запускает воздушного змея, и он случайно лишается головы. К его разочарованию, его голова после операции находится на теле Лизы. «Freaks No Geeks» (с англ. — «Уродцы — не придурки») — пародия на фильм «Уродцы». Гомер и Мардж — циркачи. Гомер решает женить циркача-уродца Мо на Мардж, чтобы заполучить у него изумруд. Приглашённые звёзды: Гильермо дель Торо (режиссёр заставки) |            |                                                                        |                    |                                    |                  |             |                     |
| 533 | 3          | «Четыре сожаления и похороны» «Four Regrettings and a Funeral»         | Марк Киркленд      | Марк Уилмор                        | 3 ноября 2013    | RABF18      | 5,43                |
| В церкви проходят похороны всеми любимого жителя Спрингфилда. Гомер, Мардж, Бёрнс и Кент Брокман начинают вспоминать о вещах, о которых они сожалеют. Приглашённые звёзды: Рэйчел Мэддоу и Джо Намат. |            |                                                                        |                    |                                    |                  |             |                     |
| 534 | 4          | «Ты живёшь только один раз» «YOLO»                                     | Майк Фрэнк Полчино | Майкл Набори                       | 10 ноября 2013   | RABF22      | 4,2                 |
| У Гомера кризис среднего возраста и Мардж решает найти его друга по переписке. Друг детства помогает Гомеру осуществлять его детские мечты. Тем временем Лиза придумывает „Кодекс чести“ для учеников, чтобы они не списывали. Барт же находит в „кодексе“ лазейку. Приглашённые звёзды: Джон Ловитц |            |                                                                        |                    |                                    |                  |             |                     |
| 535 | 5          | «Родовые схватки» «Labor Pains»                                        | Мэттью Фонан       | Дон Пейн и Митчелл Х. Глейзер      | 17 ноября 2013   | RABF19      | 4,08                |
| После ночи игры в покер с Мо, Ленни и Карлом Гомер принимает роды в лифте у незнакомой женщины. Тем временем Лиза помогает чирлидерам объединиться в профсоюз. Приглашённые звёзды: Элизабет Мосс |            |                                                                        |                    |                                    |                  |             |                     |
| 536 | 6          | «Ребёнок в полном порядке» «The Kid is All Right»                      | Марк Киркленд      | Тим Лонг                           | 24 ноября 2013   | SABF02      | 6,78                |
| Лиза подружилась с новой девочкой в школе, но оказалось, что та — консерватор, тогда как Лиза придерживается либеральных взглядов. На школьных выборах представителей класса подругам придётся противостоять друг другу. Приглашённые звёзды: Андерсон Купер, Морис Ламарш, Ева Лонгория |            |                                                                        |                    |                                    |                  |             |                     |
| 537 | 7          | «Жёлтая отговорка» «Yellow Subterfuge»                                 | Боб Андерсон       | Джоэль Х. Коэн                     | 8 декабря 2013   | SABF04      | 6,85                |
| Директор Скиннер анонсирует школьную экскурсию на подводную лодку, но поедут на неё только те ученики, которые будут вести себя хорошо. Барт всеми силами старается стать образцовым учеником. Тем временем Лиза помогает обанкротившемуся Красти, а именно предлагает ему продавать лицензию на своё шоу другим странам. Приглашённые звёзды: Кевин Майкл Ричардсон |            |                                                                        |                    |                                    |                  |             |                     |
| 538 | 8          | «Белый рождественский блюз» «White Christmas Blues»                    | Стивен Дин Мур     | Дон Пейн                           | 15 декабря 2013  | SABF01      | 8,48                |
| Спрингфилд — единственный город в Америке, где на это Рождество есть снег. В город стекается множество туристов. Мардж превращает свой дом на время праздничных дней в хостел. |            |                                                                        |                    |                                    |                  |             |                     |
| 539 | 9          | «Украдите этот эпизод» «Steal This Episode»                            | Мэттью Настук      | Дж. Стюарт Бернс                   | 5 января 2014    | SABF05      | 12,04               |
| Гомер не доволен атмосферой и качеством современных кинотеатров и решает организовать „народный кинотеатр“ у себя на заднем дворе. Фильмы для него он будет просто скачивать на Bootleg Bay. Приглашённые звёзды: Джадд Апатоу, Уилл Арнетт, Роб Хэлфорд, Лесли Манн, Кевин Майкл Ричардсон, Сет Роген, Пол Радд и Ченнинг Тейтум |            |                                                                        |                    |                                    |                  |             |                     |
| 540 | 10         | «Женатый на капле» «Married to the Blob»                               | Крис Клементс      | Тим Лонг                           | 12 января 2014   | SABF03      | 4,83                |
| Продавец Комиксов влюбляется в японку, которой нравится манга, однако советы Гомера и отец девушки могут разрушить его шансы на настоящую любовь. Приглашённые звёзды: Харлан Эллисон, Морис Ламарш и Стэн Ли |            |                                                                        |                    |                                    |                  |             |                     |
| 541 | 11         | «Очки и Город» «Specs and the City»                                    | Лэнс Крамер        | Брайан Келли                       | 26 января 2014   | SABF06      | 3,87                |
| Мистер Бёрнс дарит всем работникам электростанции современные высокотехнологичные очки «Oogle Goggles». С их помощью Гомер шпионит за Мардж и узнаёт, что та посещает психотерапевта. В это время дети готовят валентинки для каждого ученика в классе, поскольку по новым школьным правилам ни один ребёнок не должен остаться на День святого Валентина с маленьким количеством валентинок. Приглашённые звёзды: Морис Ламарш и Уилл Лиман |            |                                                                        |                    |                                    |                  |             |                     |
| 542 | 12         | «Диггс» «Diggs»                                                        | Майк Фрэнк Полчино | Дэн Грини и Аллен Глейзер          | 9 марта 2014     | SABF08      | 2,69                |
| Барт знакомится с новым учеником в школе по имени Диггс, который является президентом "Школьного клуба соколиной охоты". Но у Дикса есть проблема: он сам хочет летать как птица... Приглашённые звёзды: Дэниел Рэдклифф |            |                                                                        |                    |                                    |                  |             |                     |
| 543 | 13         | «Человек, который чересчур поднялся» «The Man Who Grew Too Much»       | Мэттью Скофилд     | Джефф Вестбрук                     | 9 марта 2014     | SABF07      | 3,75                |
| Лиза пытается разобраться в проблеме генно-модифицированных организмов, а ставший доктором наук Сайдшоу Боб пробует изменить свою ДНК. Тем временем Мардж проводит лекции по теме воздержания среди подростков. Приглашённые звёзды: Келси Грэммер и Марсия Уоллес |            |                                                                        |                    |                                    |                  |             |                     |
| 544 | 14         | «Его содержание зимой» «The Winter of His Content»                     | Чак Шитс           | Кевин Каран                        | 16 марта 2014    | SABF09      | 4,02                |
| Из-за многочисленных нарушений закрывается Спрингфилдский дом престарелых. Эйб переезжает к Симпсонам вместе с ещё двумя стариками, которым некуда пойти. Гомер, много общаясь с ними, сам начинает вести себя как старик. Барт в школе заступается за Нельсона, за что тот посвящает его в хулиганы. Приглашённые звёзды: Кевин Майкл Ричардсон |            |                                                                        |                    |                                    |                  |             |                     |
| 545 | 15         | «Война из-за искусства» «The War of Art»                               | Стивен Дин Мур     | Роб ЛаЗебник                       | 23 марта 2014    | SABF10      | 3,98                |
| Морская свинка Лизы портит картину с кораблём, висящую над диваном в гостиной. Симпсоны покупают новую картину на распродаже у Ван Хутенов, но после покупки оказывается, что эта картина может быть очень дорогой. Перед Симпсонами встаёт дилемма: нужно ли рассказывать об этом Ван Хутенам? Приглашённые звёзды: Макс фон Сюдов |            |                                                                        |                    |                                    |                  |             |                     |
| 546 | 16         | «Вы не должны жить как рефери» «You Don't Have to Live Like a Referee» | Марк Киркленд      | Майкл Прайс                        | 30 марта 2014    | SABF11      | 3,91                |
| После доклада Лизы Международная федерация футбола решает назначить в качестве рефери на Чемпионат мира Гомера, поскольку все современные рефери погрязли в коррупции. Симпсоны опять летят в Бразилию. Приглашённые звёзды: Андрес Кантор |            |                                                                        |                    |                                    |                  |             |                     |
| 547 | 17         | «Лука$» «Luca$»                                                        | Крис Клементс      | Кэролин Омайн                      | 6 апреля 2014    | SABF12      | 4,3                 |
| Лиза начала дружить с толстым мальчиком и Мардж начинает думать, что Лиза в будущем может выйти замуж за человека, похожего на Гомера. Тем временем Барт подружился со Змеем. Приглашённые звёзды: Зак Галифианакис |            |                                                                        |                    |                                    |                  |             |                     |
| 548 | 18         | «Дни будущего будущего» «Days of Future Future»                        | Боб Андерсон       | Дж. Стюарт Бернс                   | 13 апреля 2014   | SABF13      | 3,64                |
| Очередная серия про будущее: рассказывается история о семейных отношениях в будущем Гомера и Мардж, Барта и Дженды, Лизы и Милхауса. Приглашённые звёзды: Эми Полер |            |                                                                        |                    |                                    |                  |             |                     |
| 549 | 19         | «Чего ждать, когда Барт ждёт» «What to Expect When Bart's Expecting»   | Мэттью Настук      | Джон Фринк                         | 27 апреля 2014   | SABF14      | 3,45                |
| Барт накладывает проклятье на учительницу искусства, используя магию вуду. Неожиданно она беременеет, и некоторые жители Спрингфилда видят в этом связь. Они обращаются к Барту в случае, когда не могут сами завести ребёнка. К Барту обращается и Жирный Тони, которому нужен породистый жеребёнок. Приглашённые звёзды: Тави Гевинсон и Джо Мантенья. |            |                                                                        |                    |                                    |                  |             |                     |
| 550 | 20         | «Я как кирпич» «Brick Like Me»                                         | Мэттью Настук      | Брайан Келли                       | 4 мая 2014       | RABF21      | 4,39                |
| Гомер проснулся в мире, сделанном из кубиков LEGO. Он должен разобраться, в чём дело, и выбраться оттуда. |            |                                                                        |                    |                                    |                  |             |                     |
| 551 | 21         | «Плати братишка» «Pay Pal»                                             | Майк Фрэнк Полчино | Дэвид Х. Стейнберг                 | 11 мая 2014      | SABF15      | 3,66                |
| Мардж хочет завести себе новых друзей. Лиза же заявляет, что она может прекрасно обходиться вообще без друзей. Мардж решает помочь Лизе. Приглашённые звёзды: Карл Каселл, Джон Оливер и Питер Сэгал. |            |                                                                        |                    |                                    |                  |             |                     |
| 552 | 22         | «Желтый значок для труса» «The Yellow Badge of Cowardge»               | Тимоти Бэйли       | Билли Кимбалл и Иан Макстон-Грэхэм | 18 мая 2014      | SABF18      | 3,28                |
| В конце учебного года спрингфилдская начальная школа проводит забег среди учеников вокруг школы. Милхаус долго готовился к этому забегу и считает, что победа в нём изменит его жизнь. Но в результате жульничества побеждает Барт. Тем временем Гомер очень озабочен отказом городских властей от салюта на 4 июля. Приглашённые звёзды: Гленн Клоуз и Эдвин Мозес. |            |                                                                        |                    |                                    |                  |             |                     |